# Borda del Teixidor (la Torre de Cabdella)
La Borda del Teixidor és una borda del terme municipal de la Torre de Cabdella, en el seu terme primigeni.
Està situada al sud-est del poble de la Torre de Cabdella, a ran de la carretera local que mena a Astell, Aguiró i Obeix, just en haver travessat el Flamisell. És al costat nord de l'església romànica de Sant Martí de Ballmoll.
És una borda gran, amb un edifici principal amb dos cossos formant una u oberta cap a ponent a ran de carretera i un edificis més al nord, una mica més enlairats respecte de l'edifici principal. L'edifici de més al nord és la borda de Raons.